# Edvard Thermænius (statsvetare)
Johan Edvard Fredrik Thermænius, född 14 december 1896 i Kumla, död 16 april 1965 i Oscars församling i Stockholm, var en svensk statsvetare.

## Biografi
Thermænius avlade filosofie kandidatexamen i Uppsala 1922, filosofie licentiatexamen där 1926 och filosofisk ämbetsexamen i Lund 1936. Han promoverades till filosofie doktor 1928 och var docent i statskunskap vid Uppsala universitet 1928–1930, vid Lunds universitet 1930–1938 (tillförordnad professor 1930–1931), vid Göteborgs högskola 1938–1944 (tillförordnad professor vårterminen 1951) och vid Stockholms högskola från 1944. Thermænius var lektor vid Vasa högre allmänna läroverk i Göteborg 1938–1944 och vid Högre allmänna läroverket för gossar å Norrmalm i Stockholm 1944–1961. Han var lärare vid Krigsskolan 1946–1952 och tilldelades professors namn 1952. Thermænius var politisk medarbetare i Östgöta Correspondenten 1931–1933. Han publicerade bidrag i Statsvetenskaplig tidskrift, Svensk tidskrift, Nordisk tidskrift och Svenska Dagbladet med flera tidningar och tidskrifter. Thermænius invaldes som ledamot av Vetenskapssocieteten i Lund 1932 och av Samfundet för utgivande av handskrifter rörande Skandinaviens historia 1945. Han blev riddare av Nordstjärneorden 1953.
Edvard Thermænius var son till Fredrik Thermænius och Sigrid Uggla. Han vilar på Uppsala gamla kyrkogård.